# البطولة الاحترافية المغربية 2020–21
البطولة الاحترافية المغربية 2020–21 أو البطولة الاحترافية إنوي لأسباب الرعاية، هُو الموسم الرابع والستون من البطولة الوطنية المغربية في كرة القدم، وهُو كذلك الموسم العاشر مُنذ دخول نظام الاحتراف حيز التنفيذ.
تُوج نادي الوداد الرياضي بلقب البطولة لهذا الموسم، وهُو اللقب رقم 21 في تاريخه.
استمرت مُنافسات الدوري في الفترة ما بين 4 ديسمبر 2020 و28 يوليو 2021.

## الفرق

### الأندية والمُدن
| النادي            | الموقع        | الملعب                               | عدد المقاعد |
| ----------------- | ------------- | ------------------------------------ | ----------- |
| الجيش الملكي      | الرباط        | المجمع الرياضي الأمير مولاي عبد الله | 65,000      |
| شباب المحمدية     | المحمدية      | ملعب البشير                          | 11,000      |
| الدفاع الجديدي    | الجديدة       | ملعب بن أحمد العبدي                  | 15,000      |
| الفتح الرياضي     | الرباط        | ملعب مولاي الحسن                     | 12,000      |
| حسنية أكادير      | أكادير        | ملعب أدرار                           | 45,480      |
| اتحاد طنجة        | طنجة          | ملعب طنجة                            | 45,000      |
| المغرب الفاسي     | فاس           | المركب الرياضي لفاس                  | 45,000      |
| المغرب التطواني   | تطوان         | ملعب سانية الرمل                     | 15,000      |
| المولودية الوجدية | وجدة          | الملعب الشرفي                        | 35,000      |
| النهضة البركانية  | بركان         | الملعب البلدي ببركان                 | 15,000      |
| نهضة الزمامرة     | زمامرة        | الملعب البلدي بالزمامرة              | 5,000       |
| أولمبيك آسفي      | آسفي          | ملعب المسيرة الخضراء                 | 15,000      |
| الرجاء الرياضي    | الدار البيضاء | المركب الرياضي محمد الخامس           | 67,000      |
| سريع وادي زم      | وادي زم       | الملعب البلدي بواد زم                | 8,000       |
| الوداد الرياضي    | الدار البيضاء | المركب الرياضي محمد الخامس           | 67,000      |
| يوسفية برشيد      | برشيد         | الملعب البلدي ببرشيد                 | 8,000       |

|   | الجهة                   | عدد الفرق | الأندية |
| - | ----------------------- | --------- | --- |
| 1 | جهة الدار البيضاء سطات  | 6         | نادي يوسفية برشيد ونادي الدفاع الجديدي ونادي الرجاء الرياضي ونادي نهضة الزمامرة ونادي شباب المحمدية ونادي الوداد الرياضي |
| 2 | جهة طنجة تطوان الحسيمة  | 2         | نادي اتحاد طنجة والمغرب التطواني                                                                                         |
| 2 | جهة الشرق               | 2         | المولودية الوجدية والنهضة البركانية                                                                                      |
| 2 | جهة الرباط سلا القنيطرة | 2         | الجيش الملكي والفتح الرياضي                                                                                              |
| 5 | جهة فاس مكناس           | 1         | المغرب الفاسي |
| 5 | جهة بني ملال خنيفرة     | 1         | سريع وادي زم |
| 5 | جهة مراكش آسفي          | 1         | أولمبيك آسفي |
| 5 | جهة سوس ماسة            | 1         | حسنية أكادير |

## جدول الترتيب
| م  | الفريق              | لعب | ف  | ت  | خ  | أ.له | أ.ع | أ.ف | نقاط | التأهل أو الهبوط                                  |
| -- | ------------------- | --- | -- | -- | -- | ---- | --- | --- | ---- | ------------------------------------------------- |
| 1  | الوداد الرياضي (C)  | 30  | 20 | 7  | 3  | 58   | 26  | +32 | 67   | التأهل إلى دوري أبطال أفريقيا                     |
| 2  | الرجاء الرياضي      | 30  | 17 | 8  | 5  | 48   | 26  | +22 | 59   | التأهل إلى دوري أبطال أفريقيا                     |
| 3  | الجيش الملكي        | 30  | 14 | 9  | 7  | 39   | 29  | +10 | 51   | التأهل إلى كأس الكونفدرالية الأفريقية             |
| 4  | النهضة البركانية    | 30  | 13 | 6  | 11 | 37   | 36  | +1  | 45   |                                                   |
| 5  | مولودية وجدة        | 30  | 12 | 6  | 12 | 38   | 35  | +3  | 42   |                                                   |
| 6  | المغرب الفاسي       | 30  | 7  | 15 | 8  | 30   | 34  | −4  | 36   |                                                   |
| 7  | اتحاد طنجة          | 30  | 10 | 6  | 14 | 29   | 36  | −7  | 36   |                                                   |
| 8  | الفتح الرياضي       | 30  | 8  | 11 | 11 | 32   | 36  | −4  | 35   |                                                   |
| 9  | شباب المحمدية       | 30  | 7  | 14 | 9  | 26   | 25  | +1  | 35   |                                                   |
| 10 | الدفاع الجديدي      | 30  | 9  | 8  | 13 | 32   | 40  | −8  | 35   |                                                   |
| 11 | حسنية أكادير        | 30  | 9  | 10 | 11 | 23   | 24  | −1  | 37   |                                                   |
| 12 | أولمبيك آسفي        | 30  | 8  | 11 | 11 | 30   | 41  | −11 | 35   |                                                   |
| 13 | يوسفية برشيد        | 30  | 7  | 12 | 11 | 23   | 33  | −10 | 33   |                                                   |
| 14 | سريع وادي زم        | 30  | 7  | 12 | 11 | 28   | 36  | −8  | 33   |                                                   |
| 15 | المغرب التطواني (R) | 30  | 6  | 14 | 10 | 36   | 43  | −7  | 32   | الهبوط إلى الدوري المغربي لكرة القدم القسم الثاني |
| 16 | نهضة الزمامرة (R)   | 30  | 7  | 9  | 14 | 31   | 40  | −9  | 30   | الهبوط إلى الدوري المغربي لكرة القدم القسم الثاني |

## إحصائيات الموسم

### التسجيل
- أول هدف في الموسم:
  Salaheddine Icharane في مُباراة فريقه شباب المحمدية ضد المغرب التطواني (4 ديسمبر 2020)[2]

### الهدافين
آخر تحديث 29 يوليو 2021.
| الترتيب | اللاعب           | النادي                 | عدد الأهداف المُسجلة |
| ------- | ---------------- | ---------------------- | ------------------- |
| 1       | أيوب الكعبي      | نادي الوداد الرياضي    | 18                  |
| 2       | بين مالونغو      | نادي الرجاء الرياضي    | 16                  |
| 3       | سفيان رحيمي      | نادي الرجاء الرياضي    | 14                  |
| 4       | أكسل ميي         | نادي اتحاد طنجة        | 12                  |
| 5       | صلاح الدين بنيشو | نادي أولمبيك آسفي      | 9                   |
| 5       | Oussama Lamlioui | نادي شباب المحمدية     | 9                   |
| 5       | المهدي الباسل    | نادي الفتح الرياضي     | 9                   |
| 8       | علاء الدين أجراي | نادي المغرب الفاسي     | 8                   |
| 8       | هشام الخلوة      | نادي المغرب التطواني   | 8                   |
| 8       | يوسف الفحلي      | نادي حسنية أكادير      | 8                   |
| 8       | ديمبا كامارا     | نادي المولودية الوجدية | 8                   |

### التمريرات الحاسمة
آخر تحديث 27 يوليو 2021.
| الترتيب | اللاعب             | النادي                 | عدد التمريرات الحاسمة |
| ------- | ------------------ | ---------------------- | --------------------- |
| 1       | سفيان رحيمي        | نادي الرجاء الرياضي    | 12                    |
| 2       | محمد أوناجم        | نادي الوداد الرياضي    | 11                    |
| 3       | وليد الصبار        | نادي أولمبيك آسفي      | 10                    |
| 4       | عبد الإله الحافيظي | نادي الرجاء الرياضي    | 9                     |
| 5       | رضا سليم           | نادي الجيش الملكي      | 8                     |
| 6       | مؤيد اللافي        | نادي الوداد الرياضي    | 7                     |
| 7       | حمزة خابا          | نادي أولمبيك آسفي      | 6                     |
| 7       | إسماعيل مترجي      | نادي شباب المحمدية     | 6                     |
| 7       | آدم النفاتي        | نادي المولودية الوجدية | 6                     |
| 7       | حمزة الموساوي      | نادي المغرب التطواني   | 6                     |
| 7       | محمد الشيبي        | نادي اتحاد طنجة        | 6                     |

### الهاتريك
| اللاعب            | النادي         | ضد فريق               | النتيجة            | تاريخ المُباراة | الجولة |
| ----------------- | -------------- | --------------------- | ------------------ | -------------- | ------ |
| صلاح الدين بنيشو4 | أولمبيك آسفي   | الدفاع الحسني الجديدي | 4–3 (داخل الميدان) | 5 ديسمبر 2020  | 1      |
| أيوب الكعبي       | الوداد الرياضي | الدفاع الحسني الجديدي | 4–2 (داخل الميدان) | 9 يونيو 2021   | 17     |

4 – سجل اللاعب أربعة أهداف.

### شباك نظيفة
آخر تحديث 28 يوليو 2021.
| الترتيب | الحارس                 | النادي                 | عدد المُباريات بشباك نظيفة |
| ------- | ---------------------- | ---------------------- | ------------------------- |
| 1       | أحمد رضا التكناوتي     | نادي الوداد الرياضي    | 14                        |
| 2       | أنس الزنيتي            | نادي الرجاء الرياضي    | 13                        |
| 3       | Ayoub Lakred           | نادي الجيش الملكي      | 11                        |
| 4       | Abderahmane El Houasli | نادي حسنية أكادير      | 9                         |
| 4       | Yahia El Filali        | نادي المغرب التطواني   | 9                         |
| 4       | Soufiane Barrouhou     | نادي الدفاع الجديدي    | 9                         |
| 7       | Mehdi Ouaya            | نادي سريع وادي زم      | 8                         |
| 8       | مروان فخر              | نادي المولودية الوجدية | 7                         |
| 8       | Mohamed Boujad         | نادي يوسفية برشيد      | 7                         |
| 8       | Mehdi Harrar           | نادي شباب المحمدية     | 7                         |
| 8       | Hamza Hamiani Akbi     | نادي النهضة البركانية  | 7                         |

### الانضباط
آخر تحديث 28 يوليو 2021.

#### اللاعبين
- اللاعب الأكثر حصولا على البطاقات الصفراء: 10 بطاقات
  -  أيوب قاسمي (مولودية وجدة)
- اللاعب الأكثر حصولا على البطاقات الحمراء: بطاقتين
  -  المهدي قرناس (الدفاع الحسني الجديدي)
  -  العربي ناجي (نهضة بركان)
  -  Yassine Rami (حسنية أكادير)
  -  Hicham Taik (يوسفية برشيد)
  -  حمزة السمومي (مولودية وجدة)
  -  إيسوفو دايو (نهضة بركان)
  -  Salaheddine Bahi (مولودية وجدة)
  -  Karim El Bounagate (أولمبيك آسفي)
  -  أنس الأصباحي (اتحاد طنجة)
  -  عبد الحق حميدوش (نهضة الزمامرة)
  -  أيوب الكعداوي (أولمبيك آسفي)

#### الأندية
- الأعلى من حيث عدد البطاقات الصفراء: 74
  - مولودية وجدة
- الأعلى من حيث عدد البطاقات الحمراء: 9
  - نهضة بركان
- الأصغر من حيث عدد البطاقات الصفراء: 42
  - الرجاء الرياضي
- الأصغر من حيث عدد البطاقات : 1
  - الجيش الملكي